# Kambr
Kambr (ang. Cambrian)
- w sensie geochronologicznym – pierwszy okres ery paleozoicznej. Trwał około 56 milionów lat (od 541,0 ±1,0 do 485,4 ±1,9 milionów lat temu). Kambr jest młodszy od ediakaru (neoproterozoik) a starszy od ordowiku. Dzieli się na cztery epoki: terenew, 2. epoka, miaoling oraz furong.

- w sensie chronostratygraficznym – pierwszy system eratemu paleozoicznego, wyższy od ediakaru, niższy od ordowiku. Dzieli się na cztery oddziały: terenew, 2. oddział, miaoling i furong. Międzynarodowy stratotyp granicy prekambr/kambr znajduje się na wybrzeżu półwyspu Burin koło miasta Fortune (południowo-wschodnia część Nowej Fundlandii, Kanada). Dolną granicę kambru wyznacza pierwsze pojawienie się skamieniałości śladowej Phycodes pedum Seilacher, 1955.

System kambryjski wydzielił Adam Sedgwick w 1835 roku. Nazwa pochodzi od łacińskiej nazwy Walii – Cambria, gdyż tam skały kambryjskie poznane zostały najwcześniej.

## Wydarzenia
Na początku kambru, na obszarach wchodzących obecnie w skład Europy, zachodziły ostatnie procesy górotwórcze orogenezy kadomskiej. Pod koniec kambru doszło do pierwszych, słabych jeszcze, faz orogenezy kaledońskiej. Ruchy górotwórcze doprowadziły do podniesienia się dna morza, wypiętrzenia znacznych terenów ponad poziom wody i silnej denudacji np. na obszarze basenu świętokrzyskiego.

## Fauna
Od tego okresu zaczynają obficie występować skamieniałości strukturalne zwierząt morskich, których linie rozwojowe rozdzieliły się znacznie wcześniej, na co wskazują badania genetyczne. To nagłe pojawienie się różnorodności życia zwierzęcego zostało nazwane eksplozją kambryjską.
W czasie kambru miało miejsce kilka masowych wymierań, przyczyny których nie są do końca znane.
Największe znaczenie stratygraficzne jako skamieniałości przewodnie mają morskie stawonogi – trylobity, będące w kambrze bardzo zróżnicowaną grupą zwierząt. Przedstawiciele szkarłupni odgrywają podrzędną rolę. Ze zwierząt jednokomórkowych tego okresu znane są otwornice zlepieńcowate, żyjące na dnie mórz. Niewielkie znaczenie stratygraficzne mają gąbki.
Archeocjaty odgrywają ważną rolę skałotwórczą i jako skamieniałości przewodnie mają dość spore znaczenie. W skałach dolnokambryjskich spotyka się ślady żerowania pierścienic. Licznie występują ramienionogi, głównie bezzawiasowe. Pewne znaczenie stratygraficzne z mięczaków mają jednotarczowce, hiolity i ślimaki.

## Floraimykobiota
Występowały tylko grzyby, glony (np. Callenia) i porosty. Regionalne znaczenie stratygraficzne mają akritarchy, skamieniałości uważanych za cysty jednokomórkowych organizmów morskich lub morskich glonów.

## Kopaliny użyteczne
W skałach wieku kambryjskiego na świecie znane są złoża:
- ropy naftowej (Teksas, Kansas i Wyoming w Stanach Zjednoczonych, rejon Irkucka w Rosji)
- miedzi (Tennessee w Stanach Zjednoczonych, Demokratyczna Republika Konga)
- ołowiu (Missouri w Stanach Zjednoczonych)
- żelaza (Pensylwania w Stanach Zjednoczonych)
- azbestu (Quebec w Kanadzie)
- soli kamiennych i potasowych (południowa Syberia)
- fosforytów (środkowa Australia, Kazachstan).

W Polsce znane są niewielkie złoża ropy naftowej w obniżeniu perybałtyckim. W Górach Świętokrzyskich eksploatowane są surowce skalne wieku kambryjskiego – piaskowce kwarcytowe. W Sudetach natomiast eksploatowane są na potrzeby przemysłu wapienniczego dolnokambryjskie wapienie wojcieszowskie, których wiek został potwierdzony przez znaleziska archeocjatów.
Na początku listopada 2012 Polskie Górnictwo Naftowe i Gazownictwo poinformowało, iż odkryło złoże gazu ziemnego w trakcie wiercenia odwiertu w Opalinie. Złoże znajduje się w skałach wieku kambryjskiego, położonych na głębokości około 3000 m.

## Kambr na obszarze Polski
W kambrze duże obszary Polski zalane były przez morza. Na ich dnie powstały prawie wyłącznie osady piaszczyste, mułowcowe i ilaste.
Utwory te zachowały się niezmienione w Górach Świętokrzyskich i ich południowym obrzeżeniu.
Na Niżu Polskim znane są z głębokich wierceń.
W Sudetach osady kambryjskie zostały później przeobrażone w łupki metamorficzne lub fyllity które budują dziś znaczne partie Gór Kaczawskich, Pogórza Kaczawskiego, Rudaw Janowickich, masywu Śnieżnika oraz Przedgórza Sudeckiego (bloku przedsudeckiego).
Skały węglanowe (wieku prawdopodobnie z pogranicza prekambru i kambru) są dość rzadkie i na powierzchni występują tylko w Górach Kaczawskich i w ziemi kłodzkiej (masyw Krowiarki i rejon Stronia Śląskiego). Pierwotne osadowe wapienie przekształciły się w marmury. Należy podkreślić, że przynależność stratygraficzna wielu skał metamorficznych jest niepewna i może być zakwestionowana przez nowsze badania. Poza archeocjatami, utwory kambryjskie w Sudetach nie są datowane za pomocą skamieniałości przewodnich, a jedynie przez porównanie litologii z sąsiednimi terenami (Łużyce, Masyw Czeski).